# Colangite
Colangite é o termo que designa a inflamação das vias biliares, secundária a obstrução das mesmas, geralmente por cálculos, mas podendo ocorrer também por estenoses ou neoplasias. Causas menos comuns são a obstrução por Ascaris lumbricoides, AIDS e coledococele. A colangite também pode ser uma complicação da manipulação endoscópica da via biliar (colangiopancreatografia endoscópica retrógrada - CPRE). Quando é causada por bactérias é chamada de colangite ascendente.

## Tipos

### Colangite ascendente
Colangite ascendente é uma colangite causada por infecção bacteriana, geralmente precedida por uma coledocolitíase.

### Colangite esclerosante primária
Colangite esclerosante primária é uma colangite de origem auto-imune.

### Colangite esclerosante secundária
Colangite esclerosante secundária é uma colangite causada por outras causas.
1. ↑  Sulzer, Jesse K.; Ocuin, Lee M. (abril de 2019). «Cholangitis». Surgical Clinics of North America (em inglês) (2): 175–184. doi:10.1016/j.suc.2018.11.002. Consultado em 29 de abril de 2025
2. ↑  Johnson, Kemmian D.; Perisetti, Abhilash; Tharian, Benjamin; Thandassery, Ragesh; Jamidar, Priya; Goyal, Hemant; Inamdar, Sumant (fevereiro de 2020). «Endoscopic Retrograde Cholangiopancreatography-Related Complications and Their Management Strategies: A "Scoping" Literature Review». Digestive Diseases and Sciences (em inglês) (2): 361–375. ISSN 0163-2116. doi:10.1007/s10620-019-05970-3. Consultado em 29 de abril de 2025